# Harmony of the Seas
O Harmony of the Seas é um navio de passageiros operado pela Royal Caribbean International e construído pela Chantiers de l'Atlantique em Saint-Nazaire. É a terceira embarcação da Classe Oasis de cruzeiros depois do MS Oasis of the Seas e MS Allure of the Seas. Sua construção começou em maio de 2014 e ele foi lançado ao mar em junho de 2015, realizando sua viagem inaugural em maio do ano seguinte e sendo o maior navio de passageiros do mundo até abril de 2018. E se tornou o segundo maior navio do mundo quando foi inaugurado o seu navio irmão MS Symphony of the Seas.